# سيد كريم حسيني
سيد كريم حسيني (1389هـ، الأهواز)، الممثل الحالي لمدن الأهواز، باوي، حميدية ومقاطعة كارون في مجلس الشورى الإسلامي (إيران). حسيني من عرب الأهواز، من محافظة خوزستان. كان لديه مسؤوليات مختلفة في وزارة الصحة، مؤسسة الشهداء والمحاربين القدامى ومنظمة الضمان الاجتماعي الإيرانية؛ و كان يشتغل سابقاً كنائب المحافظ السياسي والاجتماعي في محافظة خوزستان. كان حسيني مديرًا لمستشفى أمير كبير في الأهواز لعدة سنوات ويعمل الآن كمدير لمستشفى شهيد رجائي في الأهواز.
في الانتخابات الرئاسية وانتخابات مجلس المدينة في عام 2017، شغل حسيني منصب رئيس أركان إبراهيم رئيسي الرئيس الحالي للسلطة القضائية في إيران بمحافظة خوزستان؛ وهو أيضا المتحدث باسم الجبهة الشعبية لقوي الثورة الإسلامية. انتخب كريم حسيني في مجلس الشورى الإسلامي بحوالي 100 ألف صوت، في 21 فبراير 2020.